# Kurzia allisonii
Kurzia allisonii là một loài Rêu trong họ Lepidoziaceae. Loài này được (Herzog) Grolle mô tả khoa học đầu tiên năm 1963.